# Johann II. von Schaunberg

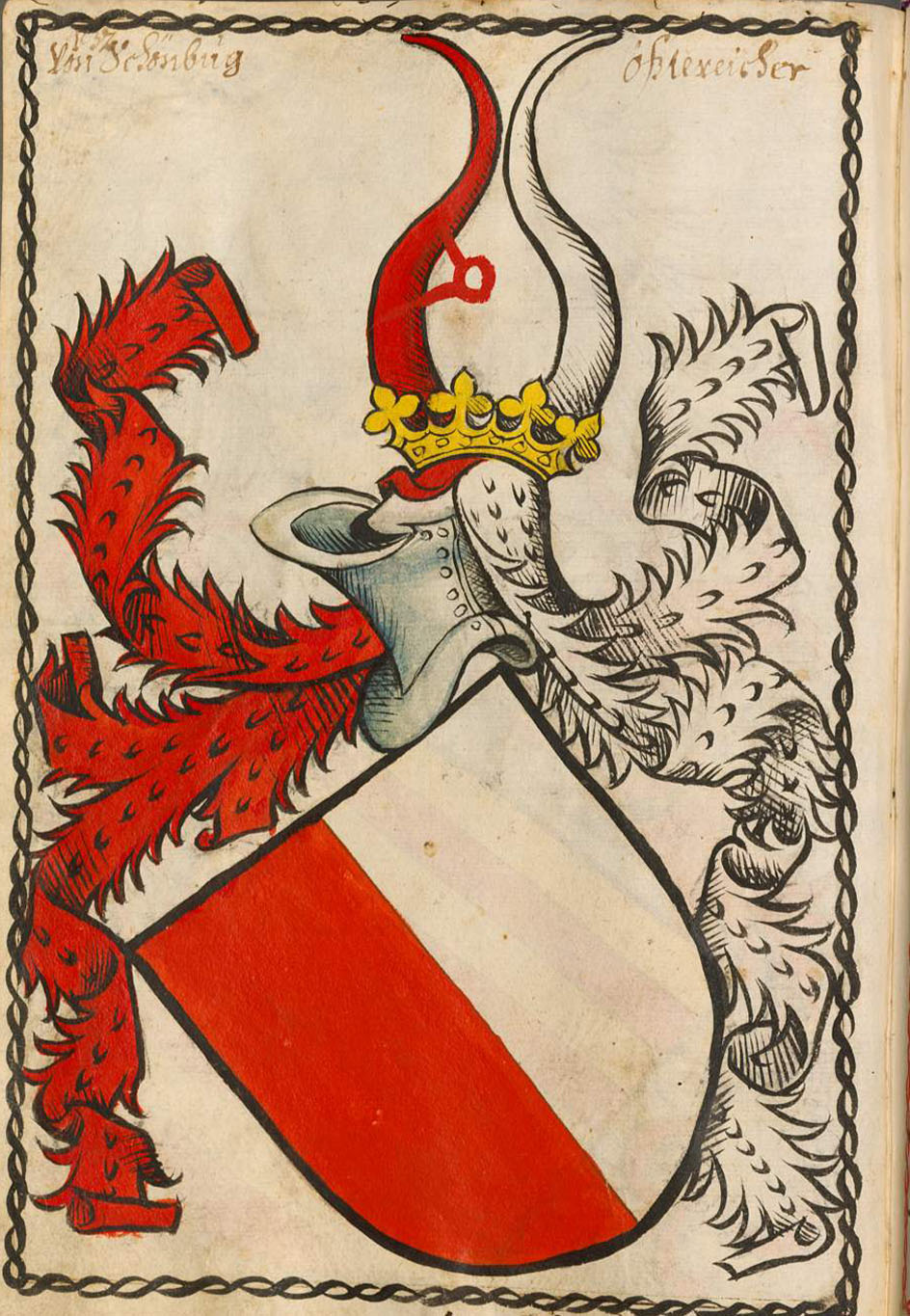
Stammwappen der Schaunberger

Johann II. von Schaunberg (* in den 1390er-Jahren; † 16. November 1453) war ein Mitglied der Adelsfamilie der Schaunberger, 1424–1427 Landmarschall in Österreich unter der Enns und 1450–1452 Landeshauptmann ob der Enns.

## Leben

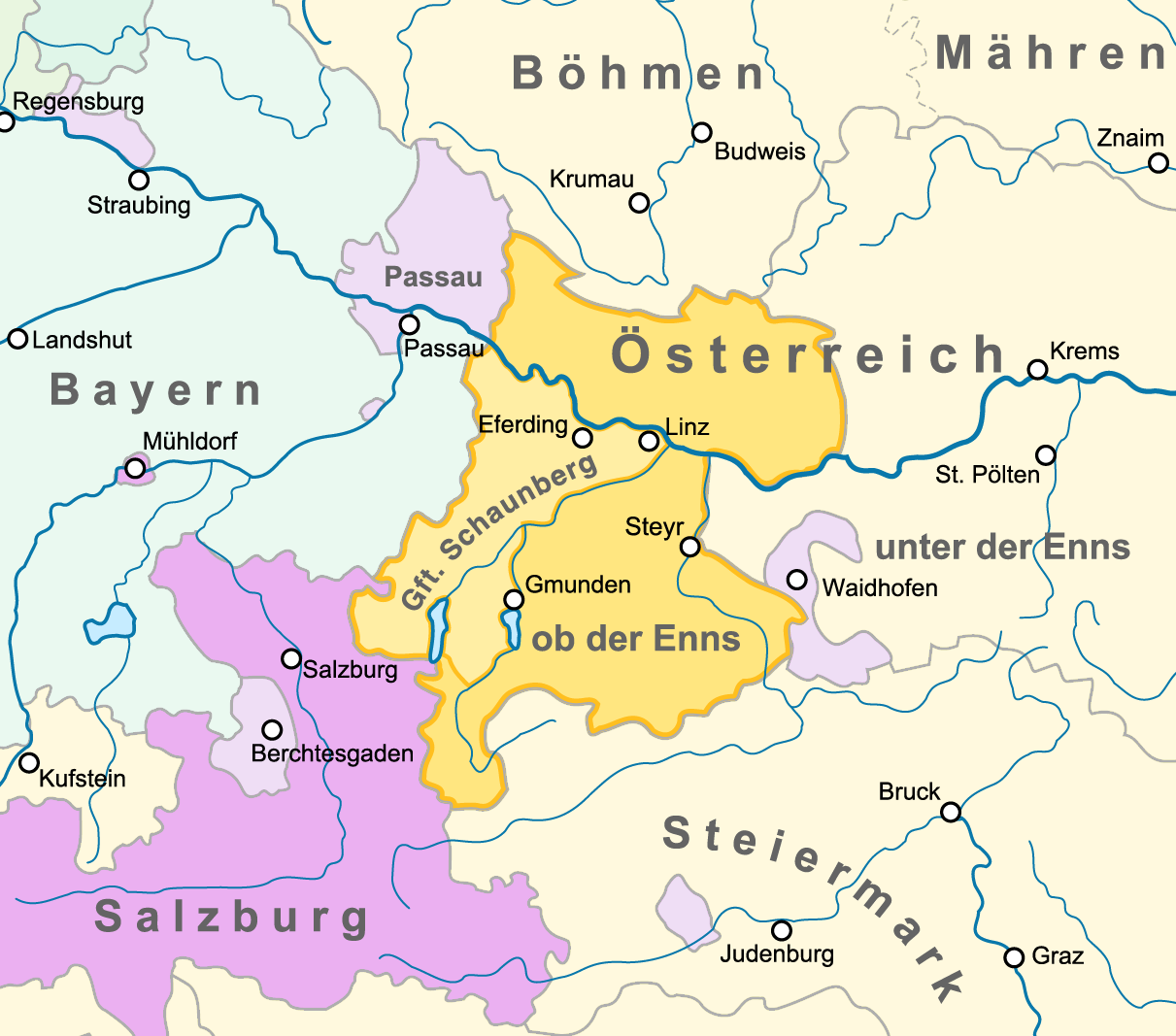
Österreich ob der Enns mit Grafschaft Schaunberg um 1385

Johanns Vater Ulrich II. von Schaunberg starb, als Johann noch ein Kind war. Seine Mutter Elisabeth von Abensberg († vor 1423) vermählte sich 1401 mit Hermann III. von Cilly († 1426) und zog offensichtlich mit ihrem Kind Johann nach Celje (Slowenien).
Der junge Graf Johann übernahm die Verwaltung seiner Besitzungen im Jahr 1412. Herzog Albrecht V. schenkte ihm 1412 ein Haus am Schweinemarkt in Wien, das mit einem Nachbarhaus baulich vereint wurde und später die Bezeichnung Schaunbergerhof bzw. Schaumburgerhof erhielt.
Johann von Schaunberg schloss am 13. Dezember 1421 ein Bündnis mit den habsburgischen Ministerialen Reinprecht II. von Walsee und dessen Sohn Reinprecht IV. von Walsee. Er beteiligte sich auch finanziell am Kampf gegen die Hussiten und wurde 1424 zum Landmarschall von Niederösterreich befördert. Der neu gewählte römisch-deutsche König Albrecht II. bestimmte ihn 1438 zu seinem Reichshofmeister und Rath. Beim Begräbnis des früh verstorbenen Königs, das im Oktober 1439 in Wien begangen wurde, trug Johann von Schaunberg die Reichskrone.
Der römisch-deutsche König Friedrich III. beauftragte Ende 1451 für die Zeit seines Romzugs zur Kaiserkrönung mehrere Personen mit der Regierung des Landes, nämlich Johann und seinen Sohn Bernhard von Schaunberg, Georg von Puchheim, Rüdiger von Starhemberg und Siegmund von Eberstorf. Die Schaunberger opponierten aber auch gegenüber Kaiser Friedrich, indem sie sich Ulrich von Eyczing und dem Mailberger Bund anschlossen. Als der zwölfjährige Ladislaus Postumus am 6. September 1452 feierlich in Wien einzog, war Johann von Schaunberg als dessen Rat dabei.
Johann von Schaunberg und seine Gemahlin Anna wurden ihrem Wunsch gemäß nicht in der traditionellen Grablege der Schaunberger im Stift Wilhering, sondern in Pupping bestattet. Für die Wahl der neuen Grablege, dem späteren Franziskanerkloster Pupping, gab es zwei gute Gründe. Einerseits wurde der lokale Kirchenpatron, der heilige Wolfgang von Regensburg, im 15. Jahrhundert zunehmend verehrt, andererseits lag Pupping günstig zwischen der Burg Schaunberg, dem Stammsitz der Schaunberger, und deren Hauptstadt Eferding, während Wilhering im Vergleich dazu weit entfernt war.

## Familie
Johann von Schaunberg heiratete 1416 Anna von Pettau († 1465), die 1438 temporär die Herrschaft Pettau und das Erblandmarschallamt der Steiermark erbte. Nach Johanns Tod schlossen dessen noch lebende Söhne Albrecht, Bernhard, Sigmund, Ulrich und Wolfgang von Schaunberg am 24. Juni 1454 ein Erbbündnis auf acht Jahre, um die Grafschaft Schaunberg ungeteilt zu bewahren. Dieses Erbbündnis wurde zweimal verlängert, es dauerte bis 1476 und erfüllte seinen Zweck.